# Leucania sarcophaea
Leucania sarcophaea är en fjärilsart som beskrevs av George Francis Hampson 1905. Leucania sarcophaea ingår i släktet Leucania och familjen nattflyn. Inga underarter finns listade i Catalogue of Life.